# Romanca (ime)
Romanca je žensko osebno ime.

## Izvor imena
Ime Romanca je različica ženskega osebnega imena Romana.

## Pogostost imena
Po podatkih Statističnega urada Republike Slovenije je bilo na dan 31. decembra 2007 v Sloveniji število ženskih oseb z imenom Romanca: 131.

## Osebni praznik
Osebe z imenom Romanca lahko godujejo takrat kot osebe z imenom Romana.